# 6e cérémonie des British Independent Film Awards
La 6e cérémonie des British Independent Film Awards, organisée par le jury du Festival de Raindance, a eu lieu le 4 novembre 2003, et a récompensé les films indépendants réalisés dans l'année.
Elle est marquée par la création du Richard Harris Award, après la mort de l'acteur éponyme le 25 octobre 2002

## Palmarès

### Meilleur acteur
- Chiwetel Ejiofor pour Dirty Pretty Things.
  - Joaquin Phoenix pour Buffalo Soldiers.
  - Kevin McKidd pour 16 Years of Alcohol (en).
  - Paddy Considine pour In America.
  - Ewan McGregor pour Young Adam.

### Meilleure actrice
- Olivia Williams pour The Heart of Me (en).
  - Helena Bonham Carter pour The Heart of Me (en).
  - Samantha Morton pour In America.
  - Kate Ashfield pour This Little Life (en).
  - Tilda Swinton pour Young Adam.

### Meilleur second rôle
- Susan Lynch pour 16 Years of Alcohol (en).
  - Benedict Wong pour Dirty Pretty Things.
  - Sophie Okonedo pour Dirty Pretty Things.
  - Adrian Rawlins pour Wilbur.
  - Shirley Henderson pour Wilbur.

### Meilleur espoir
- Harry Eden pour Pure.
  - Jamie Sives pour Wilbur.
  - Chiwetel Ejiofor pour Dirty Pretty Things.
  - Romola Garai pour Rose et Cassandra.

### Meilleur film
- Dirty Pretty Things
  - 28 Jours plus tard (28 Days Later)
  - Buffalo Soldiers
  - The Magdalene Sisters
  - Young Adam

### Meilleur film étranger
- La Cité de Dieu
  - Les Triplettes de Belleville
  - La Secrétaire
  - Le Voyage de Chihiro
  - Paï : L'Élue d'un peuple nouveau

### Meilleur documentaire
- Bodysong (en)
  - 100 Doors
  - Bugs !
  - Le Match de leur vie
  - Hoover Street Revival

### Meilleur court-métrage
- Papa est mort
  - 72 Faced Liar
  - Extension 21
  - Perfect
  - Salary Man 6

### Meilleur réalisateur
- Stephen Frears pour Dirty Pretty Things
  - Danny Boyle pour 28 Jours plus tard (28 Days Later)
  - David Mackenzie pour Young Adam
  - Jim Sheridan pour In America
  - Michael Winterbottom pour In This World

### Meilleur scénario
- Steven Knight pour Dirty Pretty Things
  - Gregor Jordan, Eric Weiss et  Nora Maccoby pour Buffalo Soldiers.
  - Juliette Towhidi, Tim Firth pour Calendar Girls.
  - Peter Mullan pour The Magdalene Sisters.
  - Lone Scherfig et Anders Thomas Jensen pour Wilbur.

### Meilleure production
- In This World
  - 16 Years of Alcohol (en)
  - 28 Jours plus tard (28 Days Later)
  - Bright Young Things
  - Buffalo Soldiers

### Meilleur technicien
- Peter Christelis pour In This World.
  - John Rhodes pour 16 Years of Alcohol (en).
  - Michael Howells (en) pour Bright Young Things.
  - David Holmes pour Buffalo Soldiers.
  - Stuart Wilson, Tim Alban et Joakim Sundström pour In This World.

### Richard Harris Award
- John Hurt

### Prix spécial du jury
- Jeremy Thomas

### Variety Award
- Ian McKellen

### British Airways Bursary
- Lenka Clayton

### PrixDouglas Hickox
- Richard Jobson pour 16 Years of Alcohol (en).
  - Jeremy Wooding (en) pour Bollywood Queen.
  - Stephen Fry pour Bright Young Things.
  - Penny Woolcock (en) pour The Principles of Lust (en).
  - Sarah Gavron pour This Little Life (en).